# Powiat Bialski
Der Powiat Bialski ist ein Powiat (Kreis) in der polnischen Woiwodschaft Lublin. Der Powiat hat eine Fläche von 2753,67 km², auf der 113.000 Einwohner leben. Die Bevölkerungsdichte beträgt 42 Einwohner pro Quadratkilometer (2004).

## Gemeinden
Der Powiat umfasst neunzehn Gemeinden, davon zwei Stadtgemeinden, eine Stadt-und-Land-Gemeinde und sechzehn Landgemeinden.

### Stadtgemeinden
- Międzyrzec Podlaski
- Terespol

### Stadt-und-Land-Gemeinde
- Piszczac

### Landgemeinden
- Biała Podlaska
- Drelów
- Janów Podlaski
- Kodeń
- Konstantynów
- Leśna Podlaska
- Łomazy
- Międzyrzec Podlaski
- Rokitno
- Rossosz
- Sławatycze
- Sosnówka
- Terespol
- Tuczna
- Wisznice
- Zalesie